# La novia (Fedir Krychevsky)
La novia es una pintura realizada por el pintor ucraniano Fedir Krychevsky. Pintada en el año 1910 es una de las obras más conocidas del pintor, conservada actualmente en el Museo Nacional de Arte de Ucrania.

## Descripción
La pintura representa la escena de una novia vistiéndose antes de la boda, intuyéndose por la ropa que pertenece a una familia adinerada. Para el personaje principal, la novia, Krychevsky usó de modelo a Khrystia Skubiy, una muchacha de la región de Poltávshchina en la cual creyó ver las características de la típica mujer ucraniana. A su alrededor aparecen un grupo de mujeres y niñas en la penumbra, lo que acentúa los colores blancos, rojos y dorados del vestido de la novia.

## Historia
El artista pintó la obra en el pueblo de Shishaky, en la región de Poltávshchina, donde encontró a la modelo para su cuadro, Khrystia Skubiy, y de donde era también su primera esposa, Lidia Starytska.
Por esta pintura, creada en 1910 tras graduarse en la Academia Imperial de las Artes, se ganó el derecho a estudiar en el extranjero, viajando y formándose en Alemania, Francia, Italia y Austria.